# Cool Change (CSI)
«Cool Change», titulado en español «Buen cambio», es el segundo episodio la primera temporada de la serie de televisión estadounidense de la CBS, CSI: Crime Scene Investigation, que se desarrolla en Las Vegas, Nevada. Fue estrenado el 13 de octubre de 2000. En este capítulo, se introduce el personaje de Sara Sidle, que interpreta la actriz Jorja Fox.

## Argumento
A raíz del incidente de Holly Gribbs, Grissom ha sido puesto a cargo de la unidad, y Brass se ha trasladado al Departamento de Homicidios de Las Vegas. Grissom da entonces a los otros CSI sus asignaciones en su primer día como el supervisor de la unidad. Catherine, con sentimiento de culpa, ya que ella presionó Holly para que se quede en el trabajo, insiste en trabajar en el caso de Holly. Nick es asignado para trabajar con Grissom en un caso y Warrick está bajo licencia hasta que el caso de Gribbs se resuelva. Grissom, decide la incorporación al equipo de Sara Sidle, proveniente de San Francisco, para investigar el tiroteo de Holly.
Grissom y Nick llegan a a la escena y encuentran a Ted Sallinger en el suelo delante de un casino, tras haber caído desde el techo. Ellos descubren que Sallinger había ganado el premio mayor de 40 millones dólares la noche anterior y estaba alojado en la suite presidencial. A medida que procesan la suite, se encuentran con una botella de champán rota y toallas ensangrentadas. Ambos empiezan a interrogar a la novia de Sallinger, Jamie, quien les dice que él rompió con ella inmediatamente después de ganar el premio mayor. Enojada por haber sido botada, ella lo atacó con la botella, se fue y nunca volvió. Los registros del keycard confirman su historia.
Grissom y Nick realizan experimentos para ver si Sallinger cayó, saltó, o fue empujado desde el techo. Llegan a la conclusión de que fue empujado, y asesinado por lo tanto. Sara ve a Grissom en la escena del crimen y después de un feliz reencuentro, ella pregunta por Holly.
La autopsia muestra que Sallinger murió debido a un fuerte traumatismo en su cabeza. Además, los dos CSI en el caso encuentran fibras en el reloj de la víctima, que fue comprada después de que él salió de su suite. Las fibras concuerdan con la alfombra de la suite, lo que indica que regresó a la habitación después de que rompió con Jamie. Grissom descubre el arma homicida, un candelabro, en la suite, y pide al hotel para comprobar el sistema de control de cerradura de tarjeta. Ellos averiguan que el monitor no funciona, y vuelve la conclusión de que Jamie atacó a Sallinger cuando regresó a la habitación tras la compra de su reloj. Ella entonces lo empujó desde el tejado.
Catherine procesa su escena del crimen y encuentra un localizador. En el laboratorio, se encuentra con Sara, siendo inicialmente hostiles, pensando que Sara le robará su caso. Sin embargo, convienen en cooperar y Sara le pregunta dónde puede encontrar Warrick. Catherine le dice que lo puede encontrar en los casinos. La nueva integrante se encuentra con Warrick en una mesa de Blackjack, y él le dice que fue a comprar un café cuando Holly fue baleada y que sentía que era seguro salir porque había un oficial allí. Sara se enfrenta a él con la sospecha de que estaba haciendo una apuesta y le dice que Holly murió en la mesa de operaciones.
El localizador se apaga, y Catherine llama a ese número. Ella expresa su interés en reunirse por un poco de "algo", y el sospechoso le da su dirección. Ella y Brass van a su motel a detenerlo. Catherine avisa de una herida en su rostro. Recoge ADN de debajo de las uñas de Holly y las muestras coinciden con el sospechoso. Warrick recibe una llamada telefónica del juez Cohen que le informa que él puso su apuesta para el equipo equivocado. El error le costó al juez $ 10 000, y exige que Warrick recupere el dinero y se lo entregue, manifestando que Brown le «pertenece» en ese momento.
Finalmente, y tras resolver el caso, Grissom le dice a Warrick sobre el informe de Sara, y le comenta que ya ha perdido una buena CSI, y que no quiere perder otro: por lo tanto, él restituye Warrick Brown en su puesto.

## Recepción
El segundo episodio de la serie, promedió 15.80 millones de espectadores, marcando un rating de 10.9 puntos, bajando el nivel de audiencia que la serie consiguió en su primera emisión.